# Micrempis obliqua
Micrempis obliqua är en tvåvingeart som beskrevs av Axel Leonard Melander 1927. Micrempis obliqua ingår i släktet Micrempis och familjen puckeldansflugor.
Artens utbredningsområde är Iowa. Inga underarter finns listade i Catalogue of Life.